# Eucalyptus fitzgeraldii
Eucalyptus fitzgeraldii är en myrtenväxtart som beskrevs av William Faris Blakely. Eucalyptus fitzgeraldii ingår i släktet Eucalyptus och familjen myrtenväxter. Inga underarter finns listade i Catalogue of Life.